# 秋田県立大曲農業高等学校太田分校
秋田県立大曲農業高等学校太田分校（あきたけんりつ おおまがりのうぎょうこうとうがっこう おおたぶんこう）は、秋田県大仙市太田町横沢に位置する県立農業高等学校。「大農太田（だいのう・おおた）」および「分校」の略称で呼ばれており、自転車競技部などの部活動が盛んである。

## 設置学科
- 普通科

## 分校沿革
- 1948年（昭和23年）6月25日：秋田県立大曲農業高等学校定時制課程横沢分校（農業科）設置
- 1948年（昭和23年）9月23日：横沢小学校において開校式
- 1957年（昭和32年）4月1日：分校再編成にともない太田分校（農業科、家政科）と改称
- 1957年（昭和32年）11月1日：旧横沢村役場に移転し独立校舎となる
- 1962年（昭和37年）4月1日：秋田県立六郷高等学校千屋分校と統合し、秋田県立大曲農業高等学校定時制課程東仙北分校（農業科、普通科、家政科）と改称
- 1964年（昭和39年）7月6日：太田中学校東校舎（長信田中学校）に移転
- 1964年（昭和39年）11月30日：太田中学校西校舎（横沢中学校）に移転
- 1965年（昭和40年）4月1日：秋田県立大曲農業高等学校定時制課程太田分校（農業科、家政科）と改称
- 1967年（昭和42年）11月15日：農業実習室完成
- 1971年（昭和46年）12月10日：農業機械実習室完成
- 1974年（昭和49年）10月31日：体育館改築落成（690.3m2）クラブセンター落成（83.45m2）
- 1975年（昭和50年）4月1日：秋田県立大曲農業高等学校太田分校全日制課程（普通科）となる。定時制課程廃止
- 1979年（昭和54年）6月：ガラス温室（56.16m2）
- 1980年（昭和55年）：全県高校総体自転車競技に初優勝、以来総合5連覇の偉業を達成
- 1980年（昭和55年）9月：クラブセンター増築（19.8m2）
- 1981年（昭和56年）：東北高校自転車選手権大会（仙台市）においてピストの部で総合優勝
- 1981年（昭和56年）：全国総合体育大会自転車競技大会にて総合3位、第4回全国高校自転車選抜大会（明石）において総合優勝。第6回全国高校選抜大会団体追抜優勝、2000m速度優勝 これらの業績に対し、秋田県スポーツ賞を2度授与。
- 1983年（昭和58年）：第6回全国高校選抜大会団体追抜優勝、2000m速度優勝
- 1984年（昭和59年）：全国高等学校総合体育大会（秋田県）で団体追抜自転車競技大会で優勝、総合準優勝。世界ジュニア大会（フランス）2名出場。第7回全国高等学校自転車選抜競技大会（明石市）団体追抜2年連続優勝、2000m速度準優勝、総合第3位
- 1985年（昭和60年）1月9日：分校全日制課程普通科創設10周年記念式典挙行
- 1985年（昭和60年）1月19日：第4回高写連写真展団体優勝
- 1985年（昭和60年）2月24日：第34回全県自作視聴覚教材交流発表会奨励賞を受ける
- 1985年（昭和60年）8月4日：第9回全国高校総合文化祭（郷土芸能、写真）発表会に県代表として出場
- 1985年（昭和60年）11月16日：学校火災（太田町民体育館仮校舎として授業）
- 1986年（昭和61年）11月19日：現校舎落成式
- 1987年（昭和62年）12月：物置新築（39.6m2）
- 1989年（平成元年）8月：校舎周辺アスファルト舗装工事
- 1993年（平成5年）11月：分校校歌制定「蒼空の歌」（歌詞 藤原茂、昭和28年卒）農業祭で講演。
- 1994年（平成6年）2月14日：第2回秋田県高等学校資格取得等表彰式の普通科代表となる
- 1995年（平成7年）2月10日：第3回秋田県高等学校職業資格取得等表彰式の普通科代表となる （2年連続）
- 1995年（平成7年）10月6日：農地交換（太田町特養敷地拡張のため、分校農地と町有地を交換する）
- 1998年（平成10年）8月11日：自転車競技部インターハイ出場（香川県・エリミネーションレース）
- 1998年（平成10年）9月11日：創立50周年記念式典挙行（記念誌発刊、記念植樹ミヤマザクラ8本）
- 2001年（平成13年）5月16日：硬式野球部創立
- 2002年（平成14年）11月10日：郷土芸能部郷土芸能・日本音楽合同発表会特別賞受賞
- 2003年（平成15年）3月27日：自転車競技部全国選抜大会出場
- 2004年（平成16年）3月26日：自転車競技部全国選抜大会出場
- 2005年（平成17年）8月8日：自転車競技部インターハイ出場（1万mポイントレース）
- 2005年（平成17年）10月23日：自転車競技部国体出場（1万ポイントレース他）
- 2005年（平成17年）11月14日：郷土芸能部郷土芸能・日本音楽合同発表会最優秀賞受賞
- 2006年（平成18年）7月16日：第88回全国高校野球選手権大会秋田大会で初勝利（対秋田県立五城目高等学校戦、太田6－4五城目）